# Mauritania Airways
Mauritania Airways S.A. é uma companhia aérea da Mauritânia. 
Foi Criada a 18 de Dezembro de 2007 em Nouakchott devido à parceria entre a Mauritânia e a Tunísia. É uma companhia de capital misto, sendo:
- 51% da Tunisair
- 39% do grupo Bouamatou, de Mohamed Ould Bouamatou
- 10% do Governo Mauritano

Mas iniciou as suas actividades aéreas a 7 de Novembro de 2007 e o seu primeiro voo realizou-se a 26 de Novembro 2007

## Frota
| Aviões          | Total      | Passageiros (Executiva/Económica) |
| --------------- | ---------- | --------------------------------- |
| Airbus A320-200 | 1 (TS-IMH) | 145 (25/120) 164 (164)            |
| ATR 42-300      | 1 (TS-LBA) | 48                                |